# Derrick Coleman (Basketballspieler)
 Derrick Demetrius Coleman  (* 21. Juni 1967 in Mobile, Alabama) ist ein ehemaliger US-amerikanischer Basketballspieler, der von 1990 bis 2005 in der NBA aktiv war. Coleman wuchs in Detroit auf und besuchte die Syracuse University. Im NBA-Draft 1990 wurde er an erster Stelle von den New Jersey Nets ausgewählt. 1994 wurde er mit den USA Basketball-Weltmeister.

## College
Coleman spielte an der Syracuse University für deren Team die Syracuse Orange. Am College war er der erste Spieler in der NCAA-Geschichte, der mehr als 2000 Punkte erzielte und sich mehr als 1500 Rebounds holte. Als er das College verließ, war er bester Scorer der Syracuse University.

## NBA
Nach seiner erfolgreichen College-Karrierewurde im NBA-Draft 1990 an 1. Stelle von den New Jersey Nets ausgewählt. Er kam als großes Talent in die Liga, der mit Spielern wie Karl Malone und Charles Barkley verglichen wurde. Coleman spielte eine solide erste Saison, gewann den NBA Rookie of the Year Award und führte damit das NBA All-Rookie First Team dieses Jahrgangs an. Mit den Nets erreichte er dreimal hintereinander die Play-offs und wurde 1994 zusammen mit seinem Teamkollegen Kenny Anderson ins All-Star-Team berufen. Danach ging es bergab mit den Nets, nachdem mehrere wichtige Spieler die Nets verlassen hatten und es einen Trainerwechsel gab. Coleman hatte Streitigkeiten mit Teamkollegen und wechselte deshalb 1995 zu den 76ers. Seine Zeit bei den Nets galt bis dahin als die beste, so kam er in fünf Jahren auf 19,9 Punkte, 10,6 Rebounds und 3,1 Assists im Schnitt.
In der Saison 1995–96 absolvierte er aufgrund von Verletzungen nur 11 Spiele. Die beiden darauffolgenden Saison erzielte Coleman im Schnitt 18 Punkte und 10 Rebounds. Die Sixers gehörten jedoch zu den schlechteren Teams der Liga, weshalb man die Playoffs verpasste. 1998 wechselte er zu den Charlotte Hornets, konnte jedoch nur selten überzeugen. Zudem war er inzwischen für seine Gewichtsprobleme, seine schlechte Einstellung und seine Verletzungen bekannt. In seinen letzten NBA-Stationen bei den Sixers und Pistons, war Coleman überwiegend als Ergänzungsspieler tätig. Seine Karriere endete, als die Pistons ihn in der Saison 2004/05 aus dem Kader strichen.
Coleman ist einer von drei NBA-Spielern in der Liga-Geschichte, die in einem Spiel mindestens 20 Punkte, 10 Rebounds, 5 Assists, 5 Steals und 5 Blocks erzielten.